# 朝鮮の外来帰化氏族
朝鮮の外来帰化氏族（ちょうせんのがいらきかうじぞく）では、歴史上の各時期に朝鮮民族に帰化した外国ルーツの朝鮮民族について記述する。

外国人の朝鮮への帰化は三国時代に始まって、中国系が朝鮮に帰化したと言われている。しかし、多数の韓国の学者は朝鮮時代の学者・茶山丁若鏞が主張したように朝鮮半島の土着民が模華思想で中国の苗字を使ったり、移住者により新しい姓氏や新しい本貫をもたらされたとされている。。

朝鮮半島の土着民が中国の苗字を借りて族譜を作り始めた最初の例は新羅末期と高麗時代である。女真、契丹の攻撃によって合併の恐れがあった高麗時代には女真、契丹との違いを表すため中国の苗字を借り、中国から帰化したという族譜を作るようになった。特に高麗時代は多くの女真、契丹が帰化し少数のベトナム、モンゴル、ウイグル、アラビア系の民族が帰化したり、朝鮮王朝時代には明朝と日本などから来る少数の外国人が朝鮮に帰化した。

流入した渤海人は契丹との戦争に大きな功績を立てた。また流入した女真族には北方情勢を提供したり城を築いたり、軍功をたてた者もいる。李氏朝鮮を建国した李成桂は東北面出身でこの地域の女真族を自身の支持基盤とした。開国功臣だった李之蘭はこの地域出身の女真族指導者として同北方面の女真族と朝鮮の関係を篤実にするのに重要な役割を担当した。李氏朝鮮時代、同北方面の領域で領土拡張が可能だったことは女真族包容政策に力づけられたことが大きい。

## 民族的出自
中国の史書によると、3世紀頃には朝鮮半島北部や東北部沿岸には扶余系民族、南部には韓人と倭人が住み、西北部は漢や魏などの郡が置かれて移民の漢人も住んでいた。4世紀頃には高句麗領に扶余族の高句麗人が、百済に百済人（支配層は扶余族、被支配層は韓族）が、新羅・伽耶に韓族の新羅人と伽耶人が居住し、7世紀、新羅により統一されると民族統合が進んだ。その後、ツングース系女真族の金朝の南下とモンゴル帝国の侵攻により、女真族およびモンゴル民族と朝鮮民族との混血が進む。
京仁教育大学の朴喆熙氏(朝鮮語: 박철희)は、韓国の歴史教科書が過度に民族主義的に叙述され、帰化人の存在と文化的影響はほとんど触れられていないと批判している。また、小学校6年生の社会教科書にある「一つに団結した同胞」の部分「私たちの同胞は最初の国・古朝鮮を建てて、高句麗、百済、新羅に続いて統一新羅へと発展して来た」との記述には「教科書では、『古朝鮮が立てられる前の私たちの先祖の生活がどのようだったのか調べてみよう』と記し、旧石器、新石器、青銅器時代を説明し、まるで旧石器時代から古朝鮮に至るまで同じ血統の民族がこの地域に暮して来たかのように記述されている」と批判している。
ソウル大学の李鮮馥（朝鮮語: 이선복）氏は、「『5000年単一民族』が科学的・歴史的な事実ではないと言うと、激昂する人々が周囲には多い。しかし各種資料が明示するように、われわれの姓氏の中には歴史時代を通して中国や日本・ベトナムをはじめ遠近各国から帰化した人々を祖先とする事例がひとつやふたつではない。もしわれわれが『5000年単一民族』を額面どおりに信じるのならば、姓氏の祖先がもともと韓半島にいなかったことが明らかな数多くの現代韓国人たちを、今後は韓国人とみなしてはならないだろう」「われわれはよく、われわれ自身を檀君の子孫と称し、5000年の悠久な歴史をもつ単一民族であると称している。この言葉を額面どおり受け入れれば、韓民族は5000年前にひとつの民族集団としてその実体が完成され、そのとき完成された実体が変化することなく、そのまま現在まで続いたという意味になろう。しかしこの言葉は、われわれの歴史意識と民族意識の鼓吹に必要な教育的手段にはなるであろうが、客観的証拠に立脚した科学的で歴史的な事実にはなりえない」と述べている。
韓洪九は、中国人の箕子・衛満、渤海遺民の集団移住、契丹（契丹の高麗侵攻）、モンゴル（モンゴルの高麗侵攻）、日本（文禄・慶長の役）、満州（丁卯胡乱）からの侵入など歴史上大量に外国人が流入した事例は数多くあり、朝鮮の氏族の族譜では、祖先が外国から渡来した帰化氏族が多数あり、朝鮮が単一民族というのは「神話」に過ぎないと指摘している。
浜田耕策は、「留意すべきことは、朝鮮半島がただ半島の語によって説明されるが如くに、政治的にも、社会的にも一元的なかつ単層の社会ではなかった点である。少なくとも、司馬遷の『史記』巻115・朝鮮伝に見られるが、古朝鮮の社会には中国東北部の燕をはじめとする勢力に押された人々が流入しており、そこに二元的な社会と文化が生じていたことである。即ち、『史記』朝鮮列伝からは、古朝鮮の地では土着民に加えて、中国東北部からの移住者がひとつの社会を築き、また、その周辺に『真番』『朝鮮』の政治社会が存在したことが確認されるのである。この朝鮮半島の西北部に多様な政治社会が存在したことは、『史記』以後の歴史書にも見られる。例えば、『魏略』の逸文を編修した張鵬一の『魏略輯本』巻21・朝鮮にも『中国亡命』集団が『朝鮮』のなかに一定の勢力を占めていたことが読みとれる。また、3世末の陳寿が撰した『三国志』巻30・魏書・東夷伝・東沃沮にも『漢初，燕亡人衛満王朝鮮，時沃沮皆屬焉』とあり、同じく、『箕子朝鮮』と『衞満朝鮮』には『燕斉趙の民』が流入した社会があり、この朝鮮を沃沮、濊、高句麗、辰韓が取り巻いた多様な政治世界が存したことが理解されるのである」と指摘している。
外国姓氏の主要は中国系であるが、他にモンゴル系、女真系、ウイグル系、アラビア系、アヨーディヤー系、ベトナム系、日本系が出自であった人々も存在する。
岸本美緒と宮嶋博史によると、朝鮮の一族には、中国から帰化した帰化族が相当存在しており、代表的なものでは慶州偰氏・延安李氏・南陽洪氏・海州呉氏・安東張氏・豊川任氏・咸従魚氏・居昌愼氏・原州邊氏などであり、なかでも延安李氏・南陽洪氏・豊川任氏は、李氏朝鮮時代屈指の名家であり、これらの帰化氏族の朝鮮への移民時期は、伝承的な性格の場合と、移民時期・移民者が明確な場合とに分類でき、特に宋朝・元朝時代、なかでも元朝から支配されていた時代に移民しているが、しかし李氏朝鮮時代には見られなくなり、高麗時代までは移民を容易に受け入れていた社会であった。

## 帰化動機
彼らの帰化した動機の大部分は政治亡命のためであるが、宣教、降伏、援助、商売、戦乱を避けるため、あるいに犯罪から逃れるため、また降嫁等のために帰化した。

## 主要帰化氏族

### 中国系
- 安東張氏
- 安陰西門氏
- 押海丁氏
- 奉化琴氏
- 宝城宣氏
- 清州楊氏
- 草溪卞氏
- 草渓周氏
- 忠州崔氏
- 忠州池氏
- 忠州梅氏
- 達城賓氏
- 達城夏氏
- 潭陽鞠氏
- 丹陽禹氏
- 徳山黄氏
- 開城路氏
- 江陰段氏
- 江華万氏
- 江華魯氏
- 江華韋氏
- 江陵劉氏
- 居昌愼氏
- 居昌劉氏
- 巨済潘氏
- 錦城范氏
- 谷山延氏
- 固城李氏
- 広東陳氏
- 慶州氷氏
- 慶州葉氏
- 海州呉氏
- 海州石氏
- 幸州殷氏
- 幸州奇氏
- 海平吉氏
- 咸安趙氏
- 咸従魚氏
- 咸平牟氏
- 咸陽呂氏
- 咸悦南宮氏
- 杭州黄氏
- 河南程氏
- 檜山甘氏
- 懐徳黄氏
- 玄風郭氏
- 孝令司空氏
- 利川徐氏
- 一直孫氏
- 臨朐馮氏
- 斉安黄氏
- 長興馬氏
- 長興魏氏
- 長水黄氏
- 済州肖氏
- 浙江張氏
- 浙江片氏
- 浙江徐氏
- 浙江施氏
- 全州秋氏
- 済南王氏
- 珍島金氏
- 晋州邢氏
- 竹山安氏
- 竹山陰氏
- 開城龐氏
- 広川董氏
- 瑯琊鄭氏
- 密陽魯氏
- 密陽唐氏
- 木川馬氏
- 聞慶銭氏
- 茂松庾氏
- 羅州羅氏
- 南原独孤氏
- 南陽房氏
- 南陽洪氏
- 南陽徐氏
- 沃川陸氏
- 温陽方氏
- 坡州廉氏
- 巴陵楚氏
- 巴陵胡氏
- 豊川任氏
- 豊基秦氏
- 平海丘氏
- 平海黄氏
- 平沢林氏
- 曲阜孔氏
- 尚州黄氏
- 尚州周氏
- 商山李氏
- 西蜀明氏
- 星州黄氏
- 瑞山鄭氏
- 上谷麻氏
- 新安朱氏
- 新昌孟氏
- 信川康氏
- 全州扈氏
- 遂安桂氏
- 水原白氏
- 蘇州賈氏
- 泰安李氏
- 泰仁景氏
- 太原鮮于氏
- 太原張氏
- 太原金氏
- 太原李氏
- 太原鮮于氏
- 兎山弓氏
- 杜陵杜氏
- 義興芮氏
- 宜寧南氏
- 宜寧玉氏
- 原州邊氏
- 原州元氏
- 楊州浪氏
- 梁山陳氏
- 驪興閔氏
- 延安李氏
- 延安明氏
- 永川皇甫氏
- 寧越厳氏
- 潁陽千氏
- 英陽南氏
- 驪陽陳氏
- 南陽葛氏
- 龍宮曲氏
- 金浦公氏
- 英陽金氏
- 固城南氏
- 谷山盧氏
- 長淵盧氏
- 交河盧氏
- 咸平魯氏
- 広州魯氏
- 安康盧氏
- 安東盧氏
- 延日盧氏
- 豊川盧氏
- 星州都氏
- 晋州東方氏
- 清州東方氏
- 広寧墨氏
- 広州毛氏
- 遼東墨氏
- 太原龐氏
- 務安邦氏
- 長淵辺氏
- 黄州辺氏
- 青州史氏
- 忠州石氏
- 平山邵氏
- 晋州蘇氏
- 南陽宋氏
- 瑞山宋氏
- 礪山宋氏
- 恩津宋氏
- 仁同張氏
- 光州盧氏
- 龍岡彭氏
- 文川公氏
- 鴻山荀氏
- 南原昇氏
- 豊山沈氏
- 旧竹山安氏
- 太原安氏
- 通州楊氏
- 慶興魚氏
- 宜寧余氏
- 徽州姚氏
- 茂松尹氏
- 海州尹氏
- 慶州尹氏
- 槐山陰氏
- 平山李氏
- 喬桐印氏
- 長興任氏
- 遼陽慈氏
- 牙山蔣氏
- 漆原諸氏
- 南陽諸葛氏
- 白川趙氏
- 林川趙氏
- 霊岩鍾氏
- 済州左氏
- 光山卓氏
- 浙江彭氏
- 谷山韓氏
- 槐山皮氏
- 洪川皮氏
- 丹陽皮氏
- 咸陽呉氏
- 同福呉氏
- 宝城呉氏
- 軍威呉氏
- 高敞呉氏
- 羅州呉氏
- 楽安呉氏
- 長興呉氏
- 和順呉氏
- 咸平呉氏
- 蔚山呉氏
- 興陽呉氏
- 平海呉氏
- 延日呉氏
- 寧遠呉氏

### 日本系
- 友鹿金氏
- 咸博金氏
- 槐山占氏
- 島間網切氏
- 和順松氏
- 城津辻氏
- 東門荒木氏
- 藤井氏 (2015年発見、2015年 5人)
- 岡田氏 (2000年 51人)
- 武本氏 (2015年発見、2015年 6人)
- 長谷氏 (1909年以後発見推定、2000年 52人)

### モンゴル系
- 延安印氏

### 女真系
- 青海李氏

### ウイグル系
- 慶州偰氏
- 林川李氏

### アラビア系
- 徳水張氏

### ベトナム系
- 花山李氏
- 旌善李氏

### アヨーディヤー系
- 金海金氏
- 仁川李氏
- 金海許氏
- 陽川許氏
- 泰仁許氏
- 河陽許氏

### オランダ系
- 兵営南氏

### ロシア系
- 城南李氏

### ドイツ系
- 独逸李氏